# Kazuhiko Čiba
Kazuhiko Čiba (* 21. červen 1985) je japonský fotbalista.

## Klubová kariéra
Hrával za AGOVV Apeldoorn, Dordrecht, Albirex Niigata, Sanfrecce Hiroshima.

## Reprezentační kariéra
Kazuhiko Čiba odehrál za japonský národní tým v roce 2013 celkem 1 reprezentační utkání.

## Statistiky
| Japonsko | Japonsko | Japonsko |
| Roky     | Záp.     | Góly     |
| -------- | -------- | -------- |
| 2013     | 1        | 0        |
| Celkem   | 1        | 0        |